# 羅慧英
羅慧英（1983年—），香港女演員。
羅慧英十八歲時認識一名任職副導演的朋友，覺得演出有趣而去參與試鏡，沒想到雀屏中選，獲得《愛上我吧》的演出機會。戲中她飾演用情不專，但對死黨極好的叛逆高中女生，以素人演員之姿，獲得2001年金馬獎最佳女配角與最佳新演員提名，最後奪下最佳女配角獎。羅慧英獲得金馬獎時仍是學生，之後再無演出。

## 演出作品

### 電影
| 年份 | 片名         | 飾演 | 性質   | 導演   | 備註                   |
| ---- | ------------ | ---- | ------ | ------ | ---------------------- |
| 2001 | 《愛上我吧》 | Fion | 女配角 | 劉國昌 | 羅慧英首部演出電影作品 |

## 獎項紀錄
| 年份   | 頒獎典禮              | 獎項       | 影片         | 角色 | 結果 |
| ------ | --------------------- | ---------- | ------------ | ---- | ---- |
| 2001年 | 第38屆金馬獎          | 最佳新演員 | 《愛上我吧》 | Fion | 提名 |
| 2001年 | 第38屆金馬獎          | 最佳女配角 | 《愛上我吧》 | Fion | 獲獎 |
| 2002年 | 第7屆香港電影金紫荊獎 | 最佳女配角 | 《愛上我吧》 | Fion | 提名 |

## 外部連結
- 羅慧英在互联网电影资料库（IMDb）上的資料（英文）（英文）
- 羅慧英在香港影庫上的簡介
- 羅慧英在豆瓣上的资料（简体中文）
- 羅慧英在时光网上的簡介（简体中文）